# Стоиљковић
Стоиљковић је српско презиме. Познате особе са овим презименом су:
- Душан Стоиљковић (рођен 1994), српски фудбалер
- Јована Стоиљковић (рођена 1988), српска рукометашица